# (2774) Tenojoki
(2774) Tenojoki ist ein Asteroid des Hauptgürtels, der am 3. Oktober 1942 von der finnischen Astronomin Liisi Oterma in Turku entdeckt wurde.
Der Asteroid ist nach dem norwegisch-finnischen Grenzfluss Tenojoki benannt.